# República del Congo en los Juegos Olímpicos de Los Ángeles 1984
La República del Congo estuvo representada en los Juegos Olímpicos de Los Ángeles 1984 por nueve deportistas, ocho hombres y una mujer, que compitieron en dos deportes.
El equipo olímpico congoleño no obtuvo ninguna medalla en estos Juegos.